# Хершел (остров)
Остров Хершел (англ. Herschel Island) — самая северная точка территории Юкон в Канаде. В настоящее время остров необитаем (2012).

## География

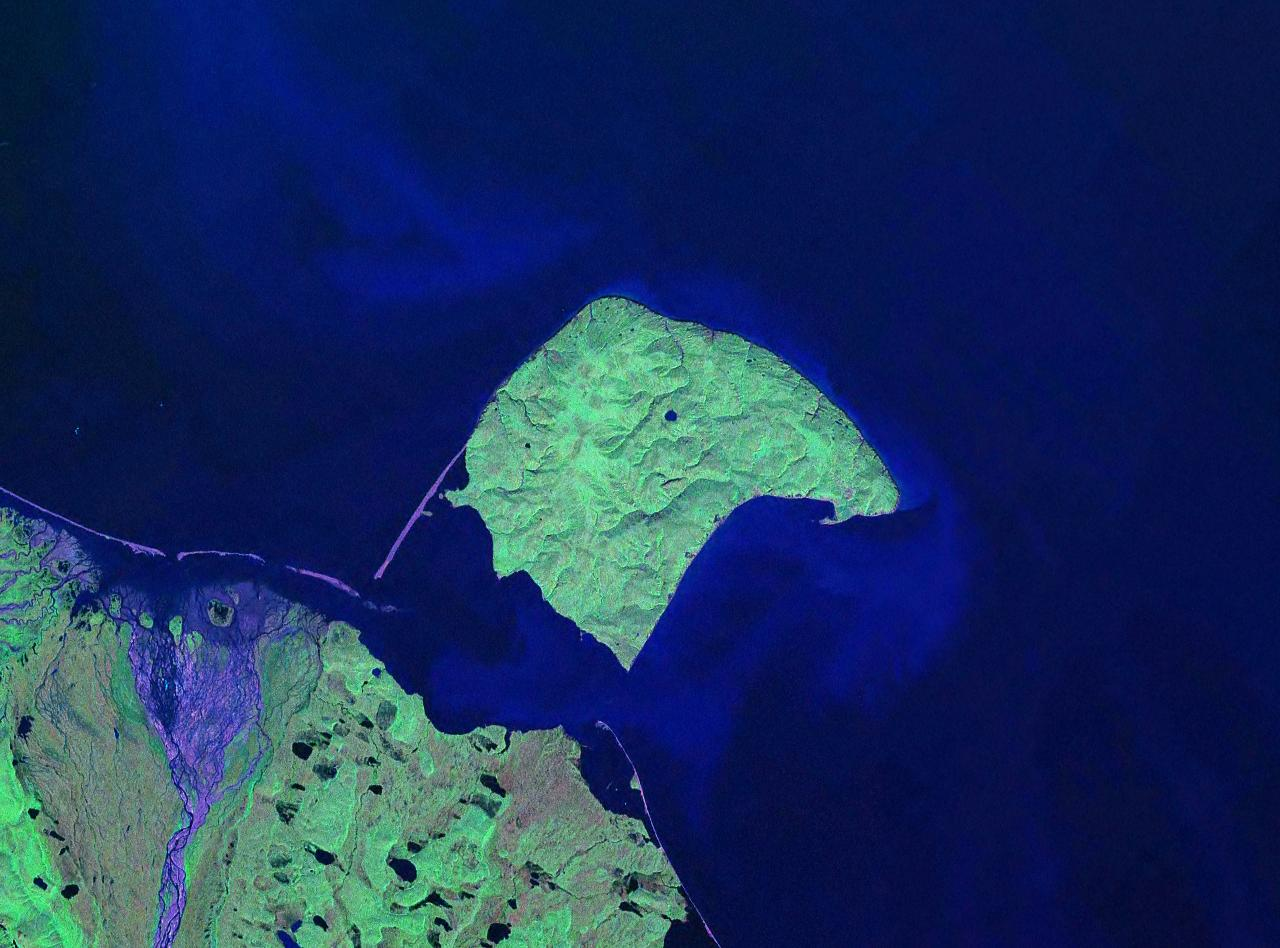
Снимок из космоса

Он находится в море Бофорта в Северном Ледовитом океане чуть севернее 69-й параллели в двух километрах от материковой части территории. Длина острова составляет 14,5 км, ширина — 8 км, а высота над уровнем моря 183 м. Местные жители называют остров kee keek ta ruk или Qi kiq daryuk, что означает «это — остров».
С ноября по июль остров покрыт льдом. В 90 км от острова находятся вечные льды, которые дрейфуют по часовой стрелке из-за течений в море Бофорта. Бухта Паулин на юго-восточной части острова — единственный охраняемый порт от Аляски до дельты реки Маккензи в Северо-западных территориях. Бухта защищена от северного ветра и ледников и достаточно глубока чтобы принимать современные океанические суда.

## История

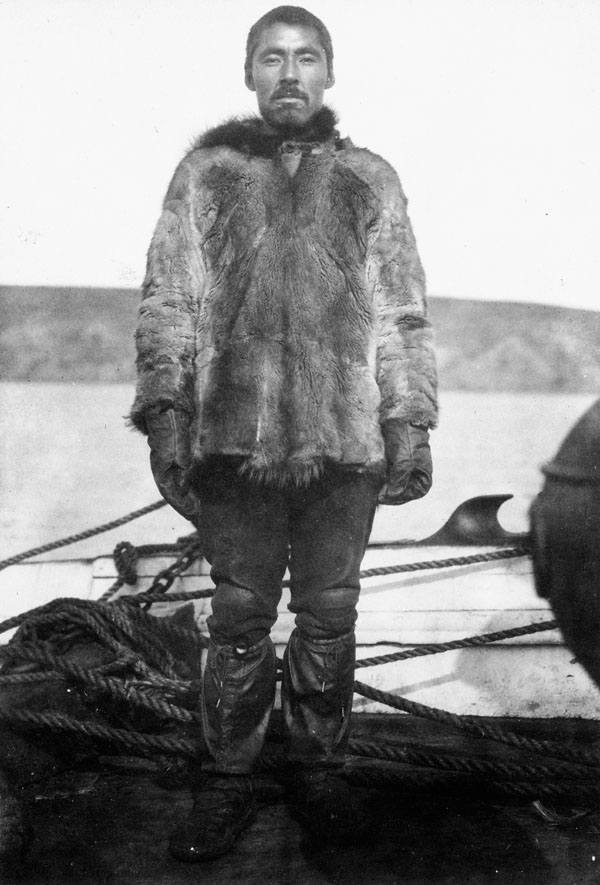
Китобой с острова Хершел, 1889 год

В 1826 году экспедиция Джона Франклина обнаружила остров и его обитателей. Франклин назвал остров в честь своего друга Джона Гершеля, известного английского учёного. На острове был китобойный центр, полицейское управление, англиканская миссия, но ничего из этого не сохранилось.
На острове находится 13 мест археологических раскопок, которые являются историческими местами Канады. В настоящее время остров является территориальным парком Юкона Хершел-Айленд—Куикиктарук.